# Libotenice
Libotenice (deutsch Liboteinitz, älter auch Lubotenitz) ist eine Gemeinde in Tschechien. Sie liegt sechs Kilometer nördlich von Roudnice nad Labem an der Elbe und gehört zum Okres Litoměřice. Bekannt ist das Dorf durch die Tradition der Bemalung von Ostereiern.

## Geographie
Das Dorf befindet linkselbisch unterhalb von Roudnice nad Labem an der Einmündung des Graben Libotenická strouha. Nördlich beginnt das Waldgebiet Travčický les mit dem Mrchový kopec (211 m) und der an der Elbe gelegenen Kirche St. Katharina von Alexandrien.
Nachbarorte sind Nučničky und Nučnice im Norden, Okna im Nordosten, Lounky und Chodouny im Osten, Hrobce im Süden, Rohatce im Südwesten, Oleško im Westen sowie Travčice im Nordwesten.

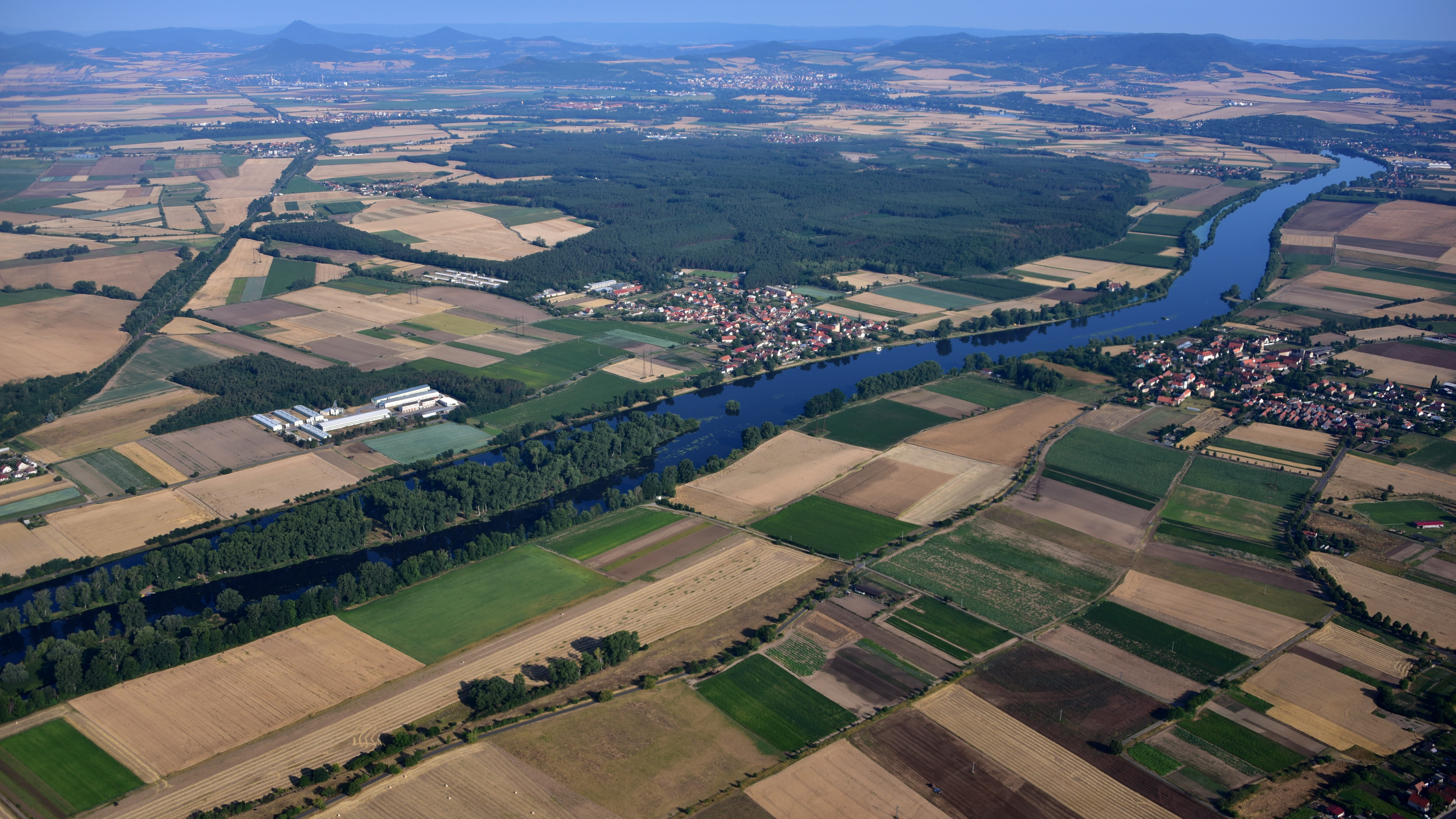
Libotenice, Luftaufnahme (2019)

## Geschichte
Die erste schriftliche Erwähnung von Lubothinicz erfolgte in einer Bestätigungsurkunde Ottokar I. Přemysls aus dem Jahre 1226, in der dieser dem Kloster Doksany die 1150 durch Vladislav II. gewähren Rechte bestätigte. 1522 bestand das Dorf aus 15 Gehöften. Nördlich befand sich das Dorf Chodžovice, das wüst fiel. Lediglich seine Kirche blieb erhalten und wurde ab 1703 durch Octavio Broggio barockisiert.
Mehrfach wurde der Ort durch Brände zerstört und der Abt Norbert des Klosters Doxan beschrieb 1641, dass am 18. Juni die Bauern von Liboteinitz Fische buken und sich über das Feuer empörten, das das gesamte Dorf in Asche verwandelt hatte.
Durch das Elbhochwasser von 2002 wurde der Ort teilweise überflutet.

## Ortsgliederung
Für die Gemeinde Libotenice sind keine Ortsteile ausgewiesen.

## Sehenswürdigkeiten
- Ostereier-Galerie
- Kapelle des Hl. Isidor in Libotenice, errichtet 1787
- Kirche des Hl. Katharina von Alexandrien, das nördlich von Libotenice weithin sichtbar an der Elbe stehende, 1273 errichtete Gotteshaus war ursprünglich Pfarr- und Begräbniskirche des erloschenen Dorfes Chodžovice. Zwischen 1702 und 1703 erfolgte durch Octavio Broggio der Umbau zur heutigen barocken Gestalt. Während der kommunistischen Herrschaft war die Kirche entweiht und an die Denkmalbehörde in Ústí nad Labem vermietet. Nach ihrer Renovierung in den 1990er Jahren wurde die Kirche 1994 wieder geweiht.